# Publius Servilius Casca
Publius Servilius Casca Longus was senator in het oude Rome en een van de moordenaars van Julius Caesar. Hij zou Caesar als eerste neersteken, maar was zo nerveus dat hij hem nauwelijks verwondde. Of hij hem in zijn borst (volgens Plutarchus) of achteraan in zijn nek (volgens Appianus) raakte is niet zeker, maar hij had in ieder geval de twijfelachtige eer de eerste steek gegeven te hebben. Appianus vertelt dat Casca de dag ervoor overwogen zou hebben de samenzwering te verraden.
In 43 v.Chr. was hij tribunus plebis. Hij vlucht tezamen met de andere Caesarmoordenaars naar het oosten, waar hij als legatus diende onder Marcus Iunius Brutus. Tijdens de slag bij Philippi zou hij zich het leven benomen hebben.

## Antieke bronnen
-Appianus, De civilis romanorum bellis II 16.

-Plutarchus, Vita Caesaris LXVI.